# Astorre II Manfredi
Astorre II Manfredi (Faenza, 8 dicembre 1412 – 12 marzo 1468) è stato un condottiero, politico, nonché un cavaliere di ventura italiano, signore di Imola dal 1439 e di Faenza dal 1443.

## Biografia
Nato a Faenza l'8 dicembre 1412 da Gian Galeazzo I Manfredi e Gentile Malatesta, figlia naturale di Galeotto, Astorre portò lo stesso nome del nonno, Astorre I. Alla morte del padre, oltre alle Signorie di Faenza ed Imola, fu vicario papale a Fusignano e in altre aree della Romagna, assieme al fratello Gian Galeazzo II. Combatté anche come capitano di ventura per molti signori locali.

## Discendenza
Nel 1431 Astorre sposò Giovanna da Barbiano, figlia del famoso condottiero Lodovico da Barbiano ed ebbero sei figli:
- Carlo, signore di Faenza alla morte di Astorre
- Galeotto, signore di Faenza alla morte di Astorre
- Federico, vescovo di Faenza dal 1471 al 1478
- Barbara, sposò Pino III Ordelaffi, signore di Forlì
- Elisabetta, sposò Francesco IV Ordelaffi, signore di Forlì
- Lancellotto, uomo d'armi (c. 1446 - 22 giugno 1480); i suoi quattro figli naturali Astorre, Margherita, Giacoma e Polissena rinunciarono a ogni diritto su Faenza nel 1509.

## Ascendenza
|                                                  |                                                  |                                           | Genitori                                       |  |  | Nonni |  |  | Bisnonni                             |  |  | Trisnonni                             |  |
|                                                  |                                                  |                                           |                                                |  |  |       |  |  | Giovanni Manfredi, signore di Faenza |  |  | Ricciardo Manfredi, signore di Faenza |  |
|                                                  |                                                  |                                           |                                                |  |  |       |  |  | Giovanni Manfredi, signore di Faenza |  |  | Ricciardo Manfredi, signore di Faenza |  |
|                                                  |                                                  | Diletta da Barbiano                       |                                                |  |  |       |  |  | Giovanni Manfredi, signore di Faenza |  |  |                                       |  |
| Astorre I Manfredi, signore di Faenza            |                                                  |                                           |                                                |  |  |       |  |  | Giovanni Manfredi, signore di Faenza |  |  |                                       |  |
|                                                  |                                                  | Ginevra Mongardino                        | …                                              |  |  |       |  |  |                                      |  |  |                                       |  |
|                                                  |                                                  | Ginevra Mongardino                        | …                                              |  |  |       |  |  |                                      |  |  |                                       |  |
|                                                  |                                                  | Ginevra Mongardino                        | …                                              |  |  |       |  |  |                                      |  |  |                                       |  |
| Gian Galeazzo Manfredi, signore di Faenza        |                                                  | Ginevra Mongardino                        |                                                |  |  |       |  |  |                                      |  |  |                                       |  |
|                                                  |                                                  | Guido III da Polenta, signore di Ravenna  | Bernardino I da Polenta, signore di Ravenna    |  |  |       |  |  |                                      |  |  |                                       |  |
|                                                  |                                                  | Guido III da Polenta, signore di Ravenna  | Bernardino I da Polenta, signore di Ravenna    |  |  |       |  |  |                                      |  |  |                                       |  |
|                                                  |                                                  | Guido III da Polenta, signore di Ravenna  | Maddalena Balbi                                |  |  |       |  |  |                                      |  |  |                                       |  |
| Leta da Polenta                                  |                                                  | Guido III da Polenta, signore di Ravenna  |                                                |  |  |       |  |  |                                      |  |  |                                       |  |
|                                                  |                                                  | Elisa d'Este                              | Obizzo III d'Este, signore di Ferrara e Modena |  |  |       |  |  |                                      |  |  |                                       |  |
|                                                  |                                                  | Elisa d'Este                              | Obizzo III d'Este, signore di Ferrara e Modena |  |  |       |  |  |                                      |  |  |                                       |  |
|                                                  |                                                  | Elisa d'Este                              | Lippa Ariosti                                  |  |  |       |  |  |                                      |  |  |                                       |  |
| Astorre II Manfredi, signore di Faenza           |                                                  | Elisa d'Este                              |                                                |  |  |       |  |  |                                      |  |  |                                       |  |
|                                                  | Pandolfo I Malatesta, signore di Rimini e Pesaro | Malatesta da Verucchio, signore di Rimini |                                                |  |  |       |  |  |                                      |  |  |                                       |  |
|                                                  | Pandolfo I Malatesta, signore di Rimini e Pesaro | Malatesta da Verucchio, signore di Rimini |                                                |  |  |       |  |  |                                      |  |  |                                       |  |
|                                                  | Pandolfo I Malatesta, signore di Rimini e Pesaro | Margherita Paltenieri                     |                                                |  |  |       |  |  |                                      |  |  |                                       |  |
| Galeotto I Malatesta, signore di Rimini e Cesena | Pandolfo I Malatesta, signore di Rimini e Pesaro |                                           |                                                |  |  |       |  |  |                                      |  |  |                                       |  |
|                                                  |                                                  | Taddea                                    | …                                              |  |  |       |  |  |                                      |  |  |                                       |  |
|                                                  |                                                  | Taddea                                    | …                                              |  |  |       |  |  |                                      |  |  |                                       |  |
|                                                  |                                                  | Taddea                                    | …                                              |  |  |       |  |  |                                      |  |  |                                       |  |
| Gentile Malatesta                                |                                                  | Taddea                                    |                                                |  |  |       |  |  |                                      |  |  |                                       |  |
|                                                  |                                                  | Rodolfo II da Varano, signore di Camerino | Berardo II da Varano, signore di Camerino      |  |  |       |  |  |                                      |  |  |                                       |  |
|                                                  |                                                  | Rodolfo II da Varano, signore di Camerino | Berardo II da Varano, signore di Camerino      |  |  |       |  |  |                                      |  |  |                                       |  |
|                                                  |                                                  | Rodolfo II da Varano, signore di Camerino | Bellafiore Brunforte                           |  |  |       |  |  |                                      |  |  |                                       |  |
| Gentile da Varano                                |                                                  | Rodolfo II da Varano, signore di Camerino |                                                |  |  |       |  |  |                                      |  |  |                                       |  |
|                                                  |                                                  | Camilla Chiavelli                         | Finuccio Chiavelli                             |  |  |       |  |  |                                      |  |  |                                       |  |
|                                                  |                                                  | Camilla Chiavelli                         | Finuccio Chiavelli                             |  |  |       |  |  |                                      |  |  |                                       |  |
|                                                  |                                                  | Camilla Chiavelli                         | …                                              |  |  |       |  |  |                                      |  |  |                                       |  |
|                                                  |                                                  | Camilla Chiavelli                         |                                                |  |  |       |  |  |                                      |  |  |                                       |  |